# City Lights Bookstore
City Lights Bookstore og City Lights Publishers i North Beach-kvarteret i San Francisco er en uafhængig boghandel og et lille forlag ejet af beat-digteren Lawrence Ferlinghetti. Den er især kendt for sin udgivelse af Allen Ginsbergs digtsamling Howl & Other Poems og den kontrovers, bogen skabte. Boghandelen ligger lige ved siden af Jack Kerouac Alley, opkaldt efter forfatteren til den anmelderroste roman On the Road, der var en af de romaner, der var med til at grundlægge beat-litteraturen sammen med Ginsbergs Howl.

## Baggrund
City Lights blev grundlagt i 1953 som USAs første boghandel med udelukkende paperbacks af Peter D. Martin og Lawrence Ferlinghetti.

## Ferlinghetti
Ferlinghetti blev eneejer i 1955 og startede City Lights Publishers samme år for at kunne udgive, hvad han betegnede som litteratur af "international, systemkritisk og oprørsk" karakter. Blandt de udgivne forfattere er beatforfattere som f.eks. Jack Kerouac, Gregory Corso og Allen Ginsberg.

## Howl
I 1956 udgav City Lights Howl & Other Poems. Ferlinghetti og boghandelens daglige leder blev arresteret og sigtet for obskønitet ved at have udgivet og solgt bogen. Med hjælp fra den amerikanske borgerrettighedsorganisation ACLU faldt sagen, idet dommeren afgjorde, at bogen ikke var uden social betydning. I bogen The Fall of America kaldte Ginsberg City Lights for "hjem".

Denne artikel er en oversættelse af artiklen City Lights Bookstore på den engelske Wikipedia. 
37°47′51″N 122°24′24″V / 37.797628°N 122.406575°V